# Tethart Haag
Tethart Philipp Christian Haag (Kassel, 22 mei 1737 – Den Haag, 3 augustus 1812) was hofschilder van Willem V van Oranje-Nassau en bestuurder van culturele instellingen in Den Haag.

## Biografie

### Jeugd

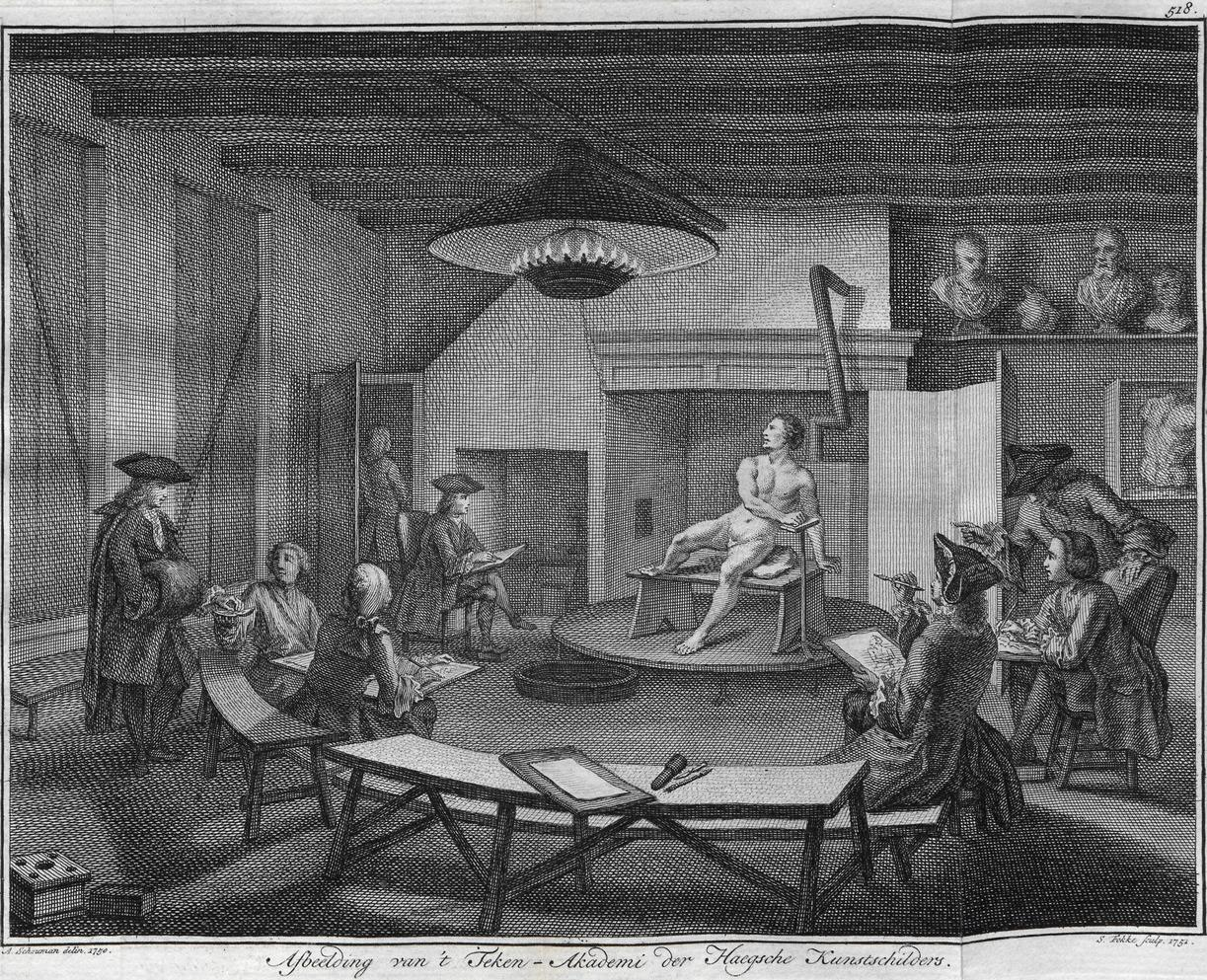
De Haagsche Teekenacademie in 1751 door Jan van Gool

Tethart Haag was de zoon van Johann David Christian Haag, afkomstig uit het Landgraafschap Hessen-Kassel, die hem in 1747 meenam naar Nederland toen hij daar aan het werk ging als hofschilder verbonden aan het Stadhouderlijk Hof in Leeuwarden. Toen prins Willem IV in 1747 tot erfstadhouder was verheven en naar Den Haag vertrok, verhuisden vader en zoon Haag met hem mee. Tethart werd door zijn vader onderricht in de schilderkunst en in 1756 werd hij als leerling ingeschreven bij het Haagse kunstschildersgenootschap Confrèrie Pictura, waar hij in 1760 werd geregistreerd als portret- en paardenschilder.

### Hofschilder
In 1760 volgde Tethart Haag zijn overleden vader op als hofschilder bij stadhouder prins Willem V. In die hoedanigheid maakte hij in 1763-1764 een inventaris van de schilderijen van het stadhouderlijk hof. Van Haag zijn naast schilderijen voor de stadhouder diverse werken bekend waarop afgebeeld staan: stalinterieurs en rijscholen, portretten van paarden al dan niet met berijder en portretten van voorname personen, vaak afgebeeld te paard. Een opmerkelijk werk van Haag is zijn schilderij van Wilhelmina van Pruisen te paard. In tegenstelling tot wat gebruikelijk was, heeft hij haar niet in amazonezit afgebeeld, met beide benen aan één zijde, maar schrijlings, de positie die voor koningen en keizers gebruikelijk was. Tethart Haag gaf ook schilderles aan de prinses. Daarnaast maakte hij tekeningen naar schilderijen van beroemde meesters, waaronder De stier van Paulus Potter. Ook was Haag werkzaam als graveur en etser.

### Galerij Prins Willem V

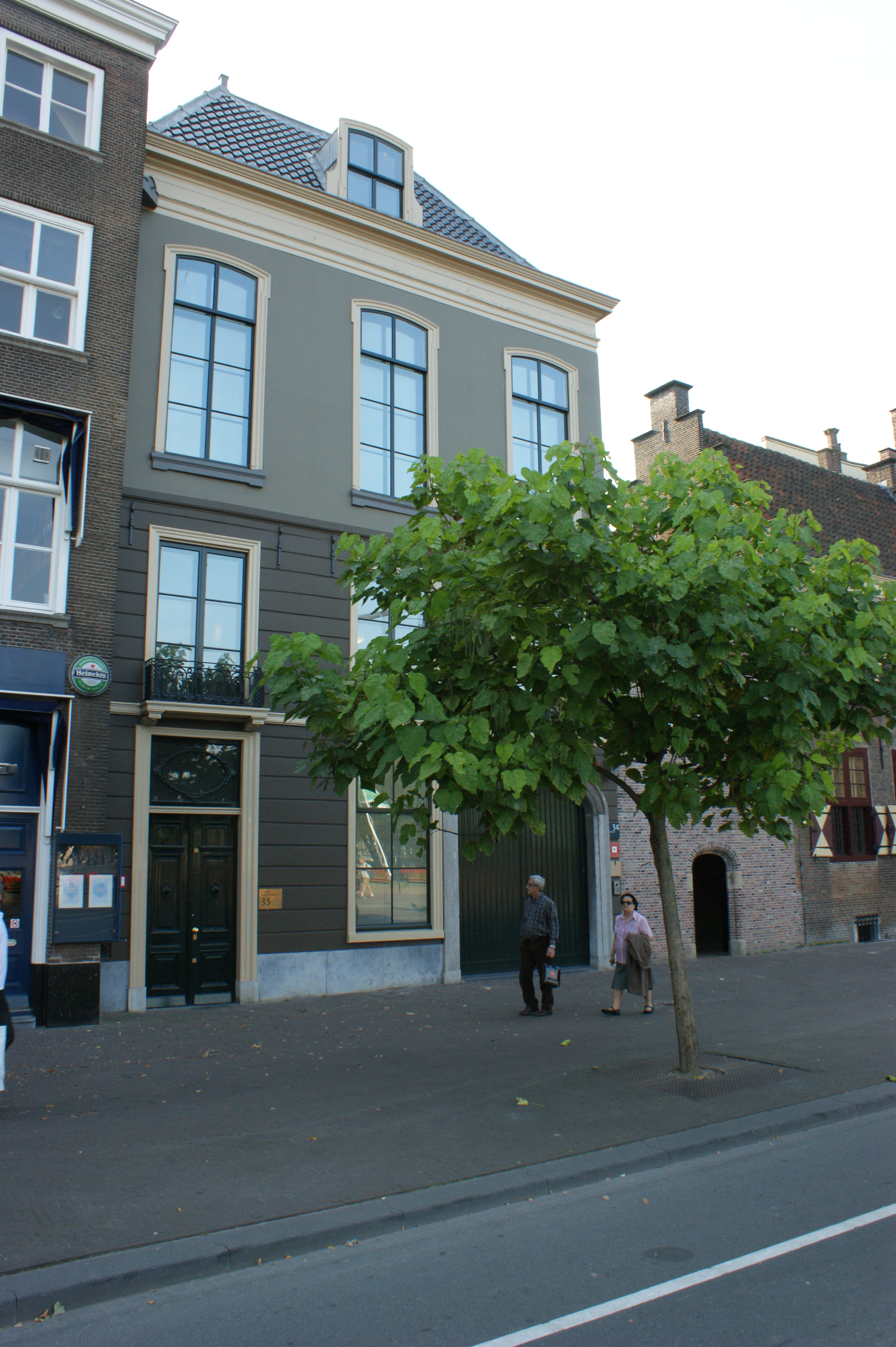
Galerij Prins Willem V, waar Tethart Haag als directeur de dienstwoning op de eerste etage betrok

Haag, hofschilder van prins Willem V, was tevens conservator van de omvangrijke schilderijencollectie van de stadhouder. Als diens belangrijkste kunstadviseur was Haag dan ook nauw betrokken bij de stichting in 1774 van een Stadhouderlijk Kabinet van Schilderijen, aan het Buitenhof te Den Haag. Voortvloeiend uit deze functie werd hij tevens de eerste directeur en conservator van dit eerste openbare museum van Nederland, dat later bekend werd onder de naam Galerij Prins Willem V. Zijn salaris als directeur bedroeg 'slechts' 200 gulden in 1783; wel had hij de beschikking over een dienstwoning, op de eerste etage van de schilderijengalerij aan het Buitenhof.

### Bestuurder van culturele instellingen
Naast zijn werkzaamheden voor het stadhouderlijk hof en als kunstenaar bekleedde Haag diverse functies bij culturele instellingen in Den Haag. Vanaf 1762 was hij hoofdman van het Haagse kunstschildersgilde Confrèrie Pictura en in 1788 werd hij er benoemd als deken. Daarnaast was hij directeur van de Haagsche Teekenacademie.

## Nalatenschap
Tethart Haag stierf in 1812 ongehuwd. Op het stadhuis werd in de overlijdensakte aangetekend: "Célibataire fils de David Christiaan Haag et Sophia Elizabeth Wetzell (...)". Na zijn overlijden liet Haag een aanzienlijke verzameling schilderijen, prenten en tekeningen na, vervaardigd door hemzelf en door andere kunstenaars. Overeenkomstig zijn eigen laatste wens werd de collectie op 21 december 1812 verkocht in de confrèriekamer van Pictura in de Boterwaag aan de Prinsegracht in Den Haag.

## Galerie van werken van Tethart Haag

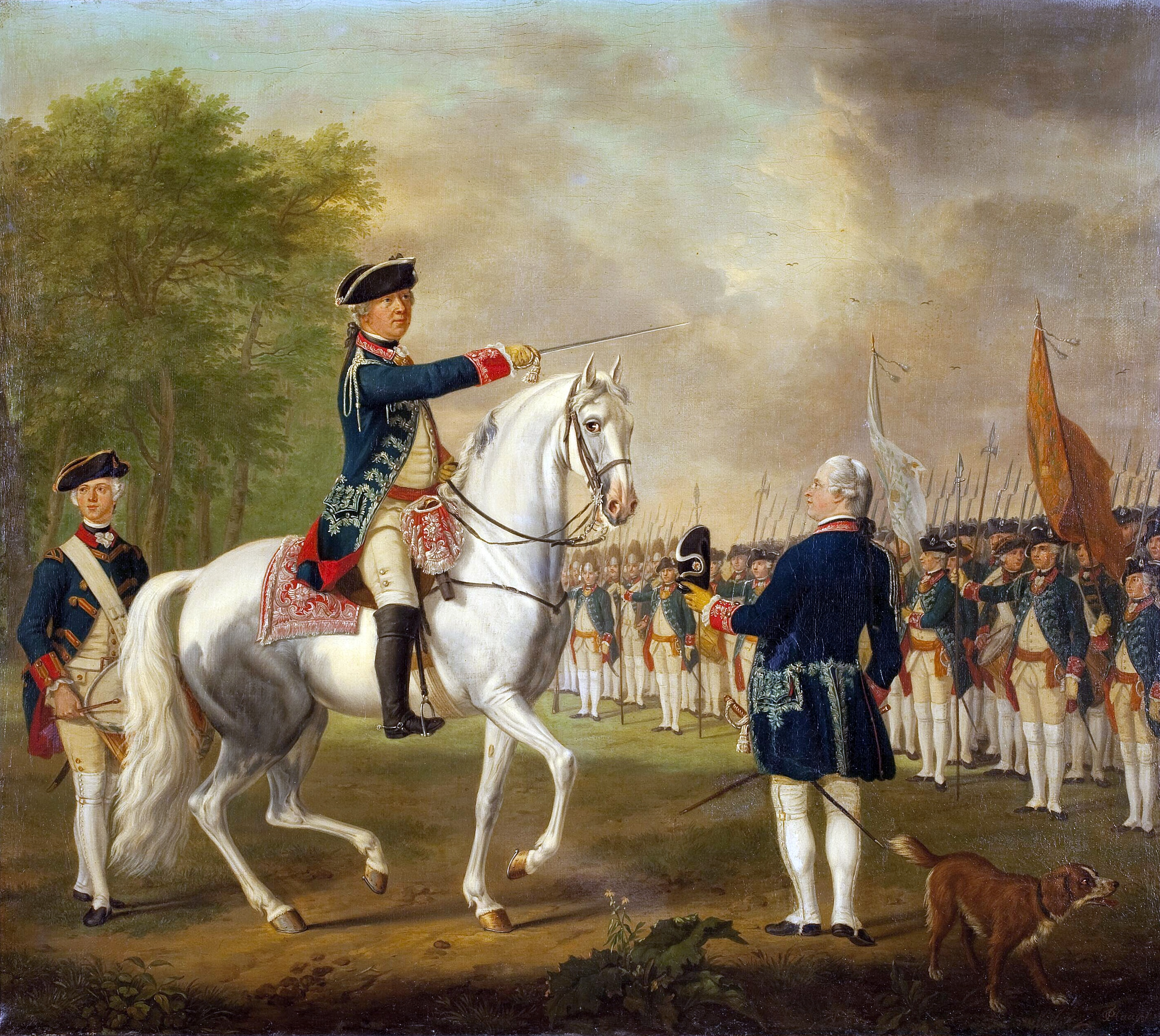
Jacob van Kretschmar te paard als kolonel-commandant der Hollandse Gardes te voet, 1778
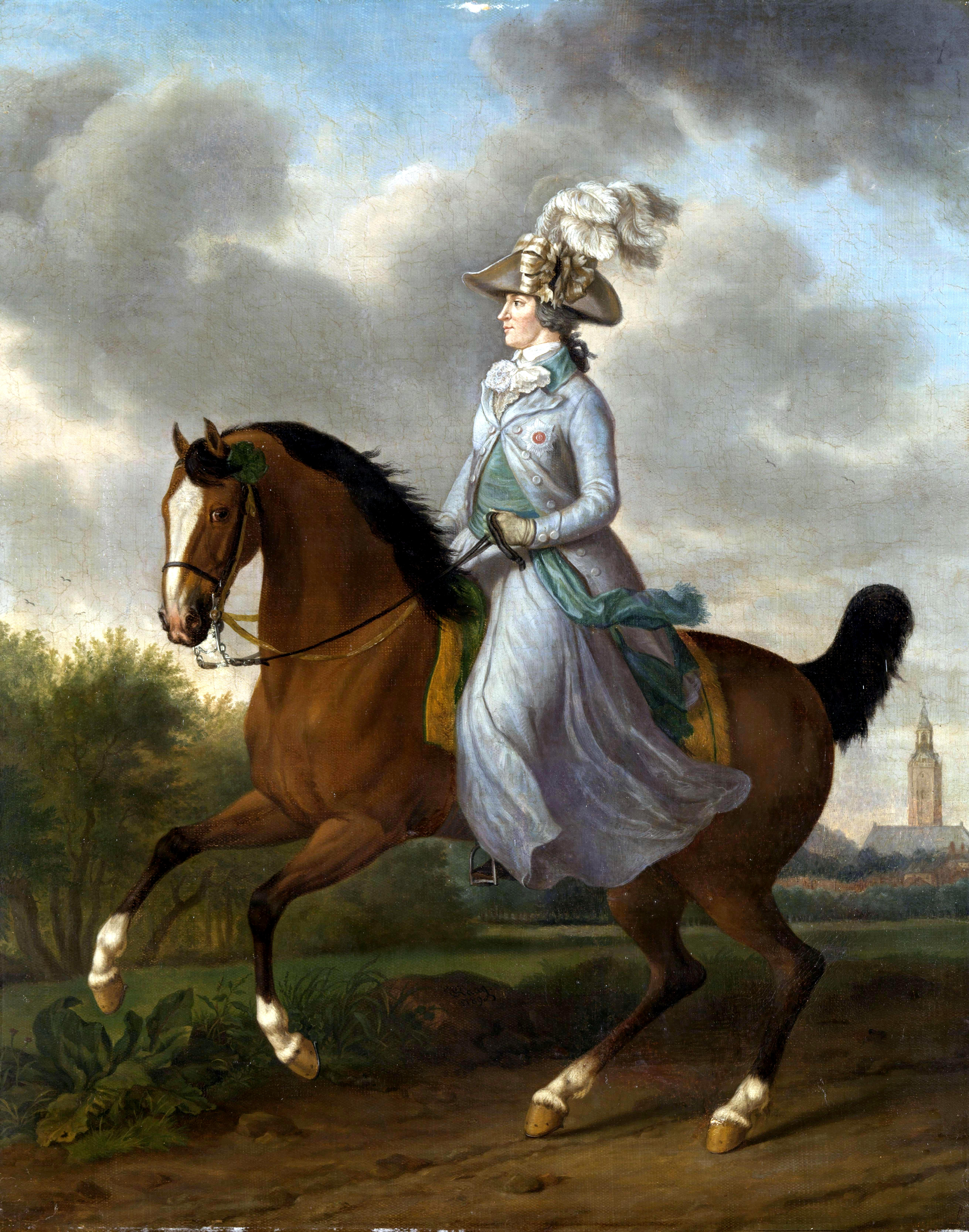
Wilhelmina van Pruisen te paard in schrijlingse zit, 1789, Rijksmuseum, Amsterdam
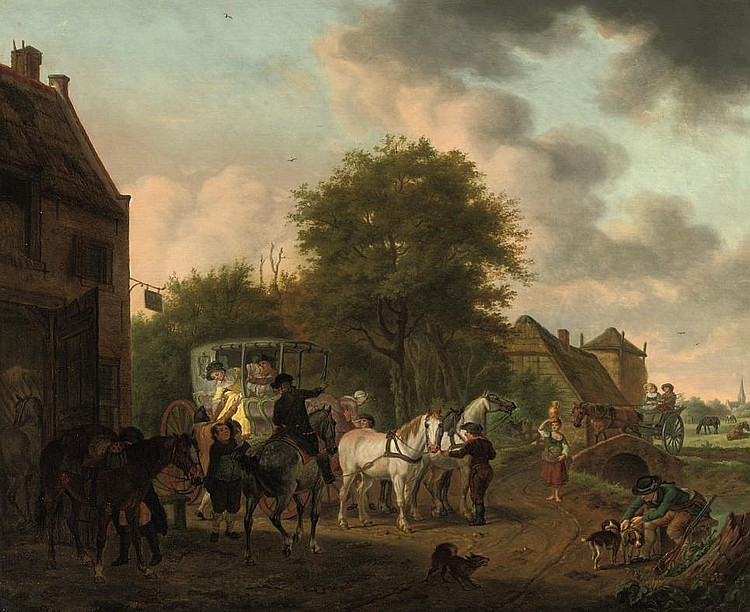
Elegant gezelschap in een koets stopt in een dorp
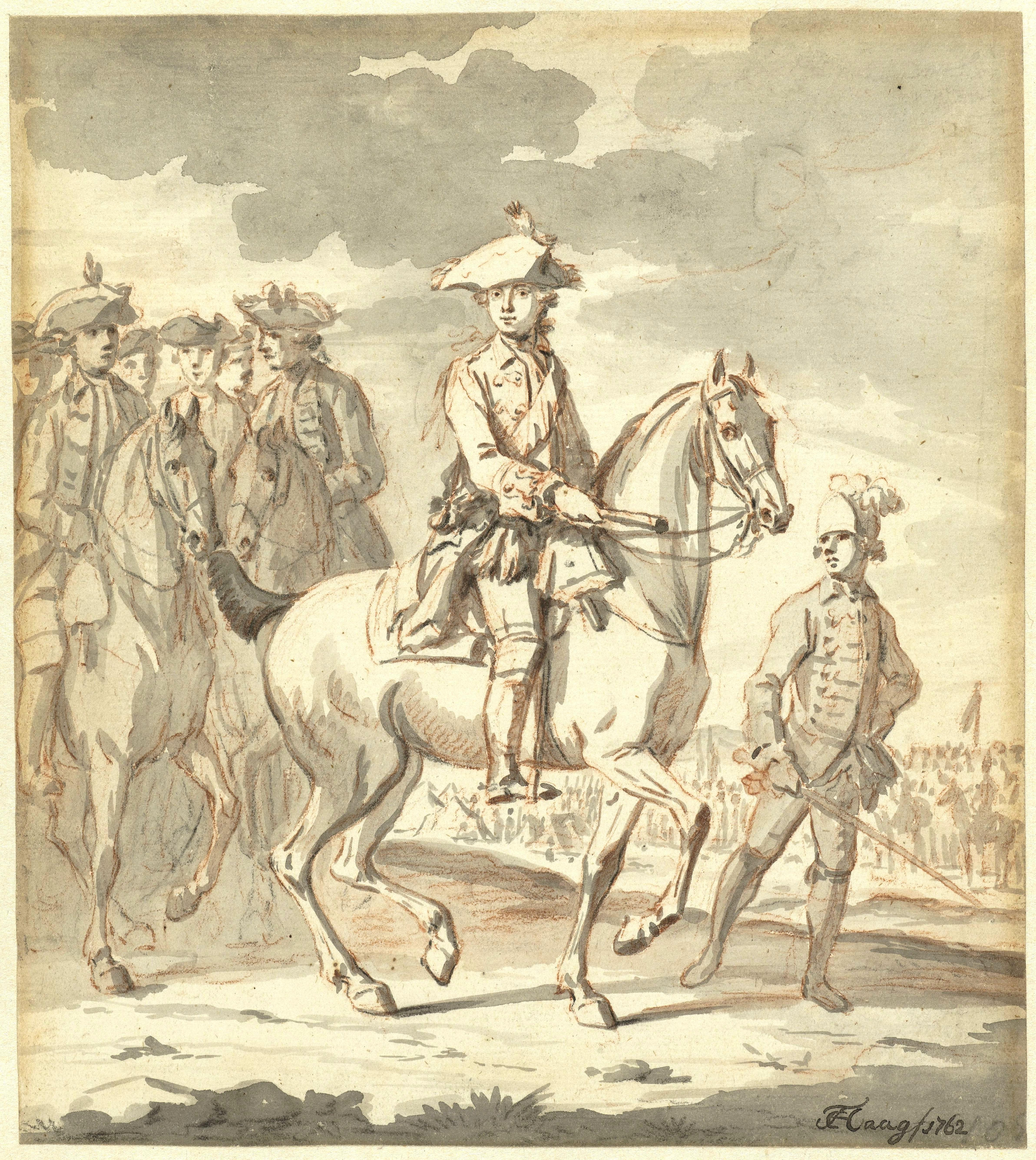
De jonge Prins Willem V met gevolg, 1762, Rijksprentenkabinet, Amsterdam

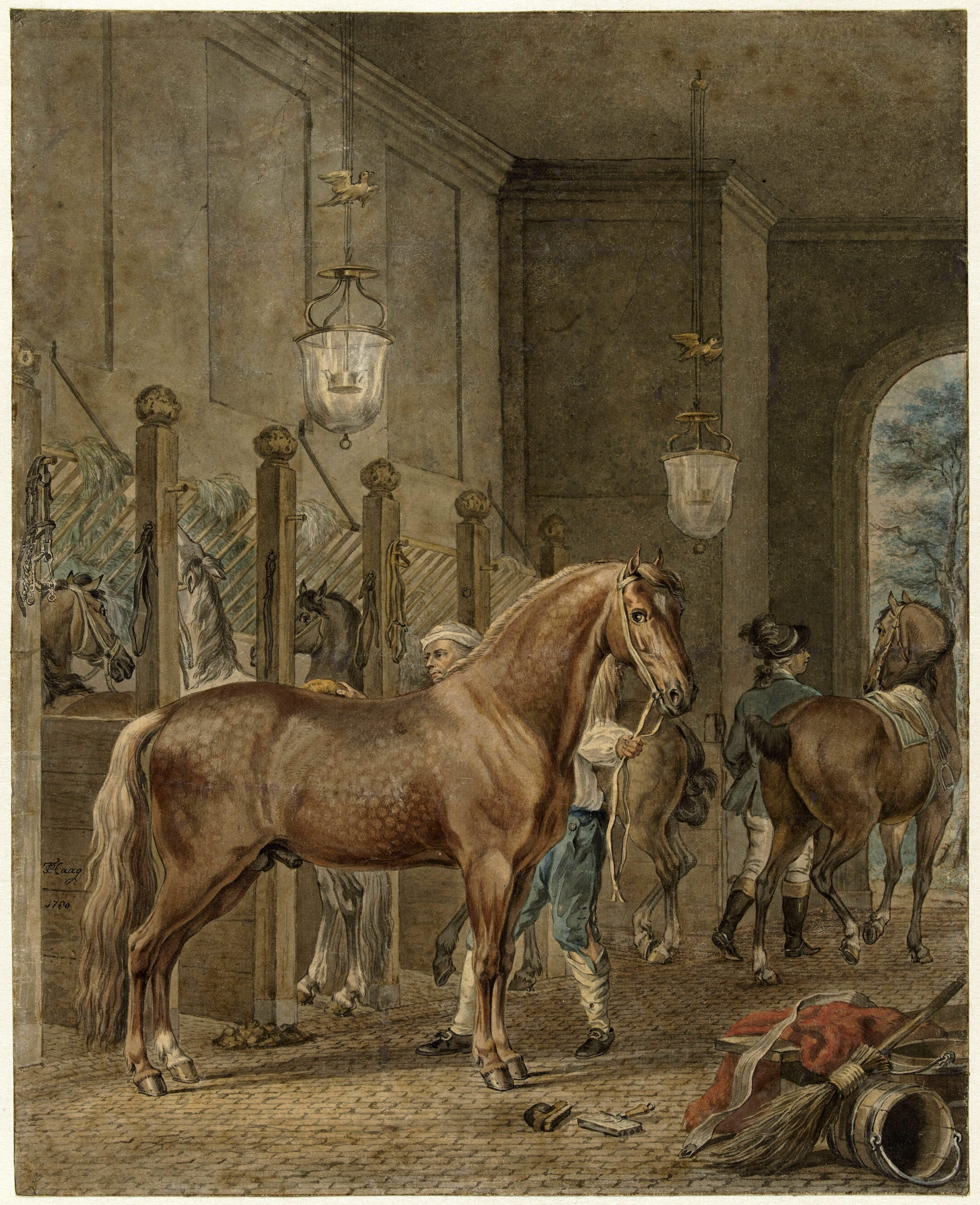
Stalinterieur met paarden, 1777, Rijksprentenkabinet, Amsterdam
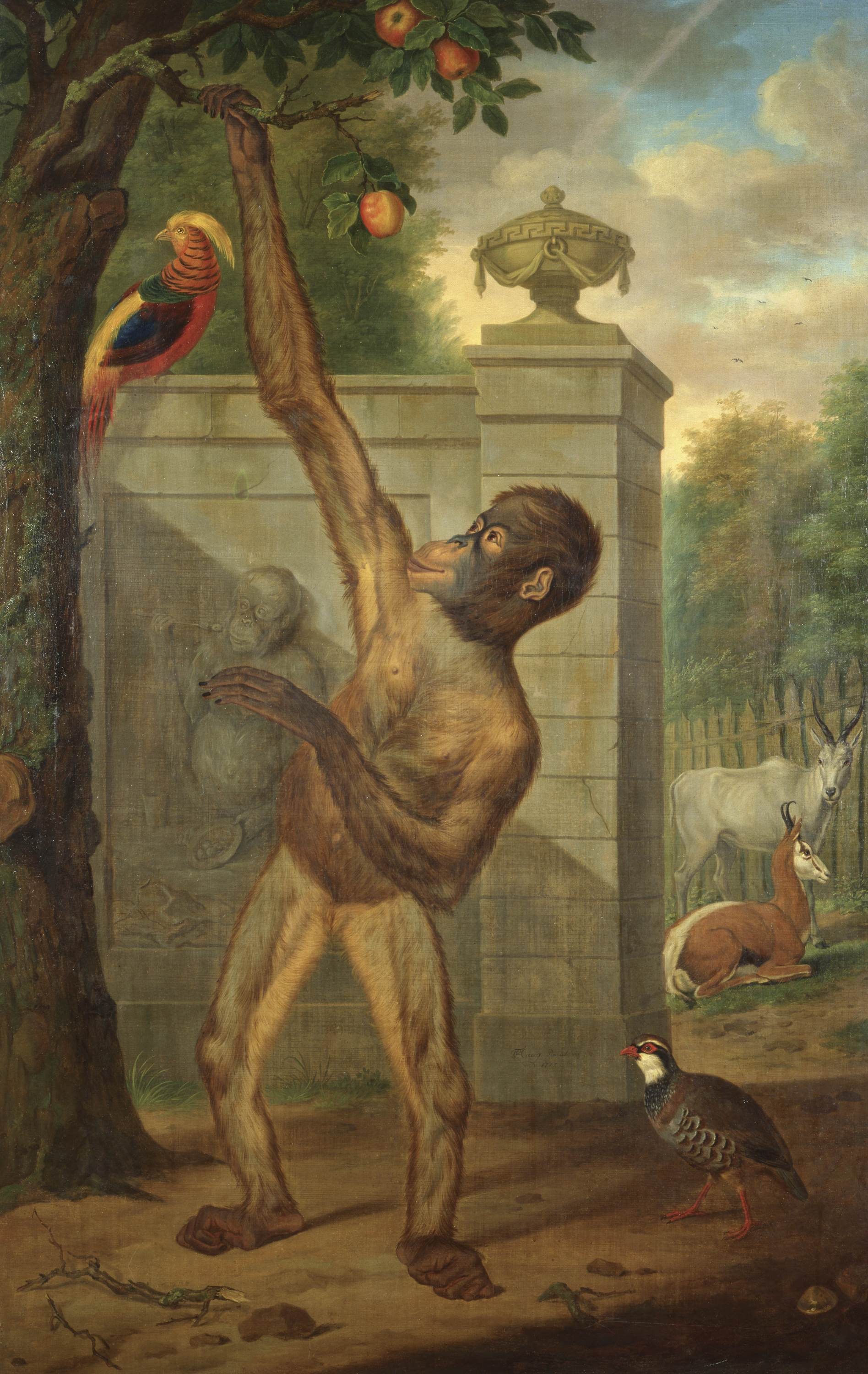
Orang oetang uit de dierentuin van stadhouder Willem V, een appel plukkend, 1777, Mauritshuis, Den Haag
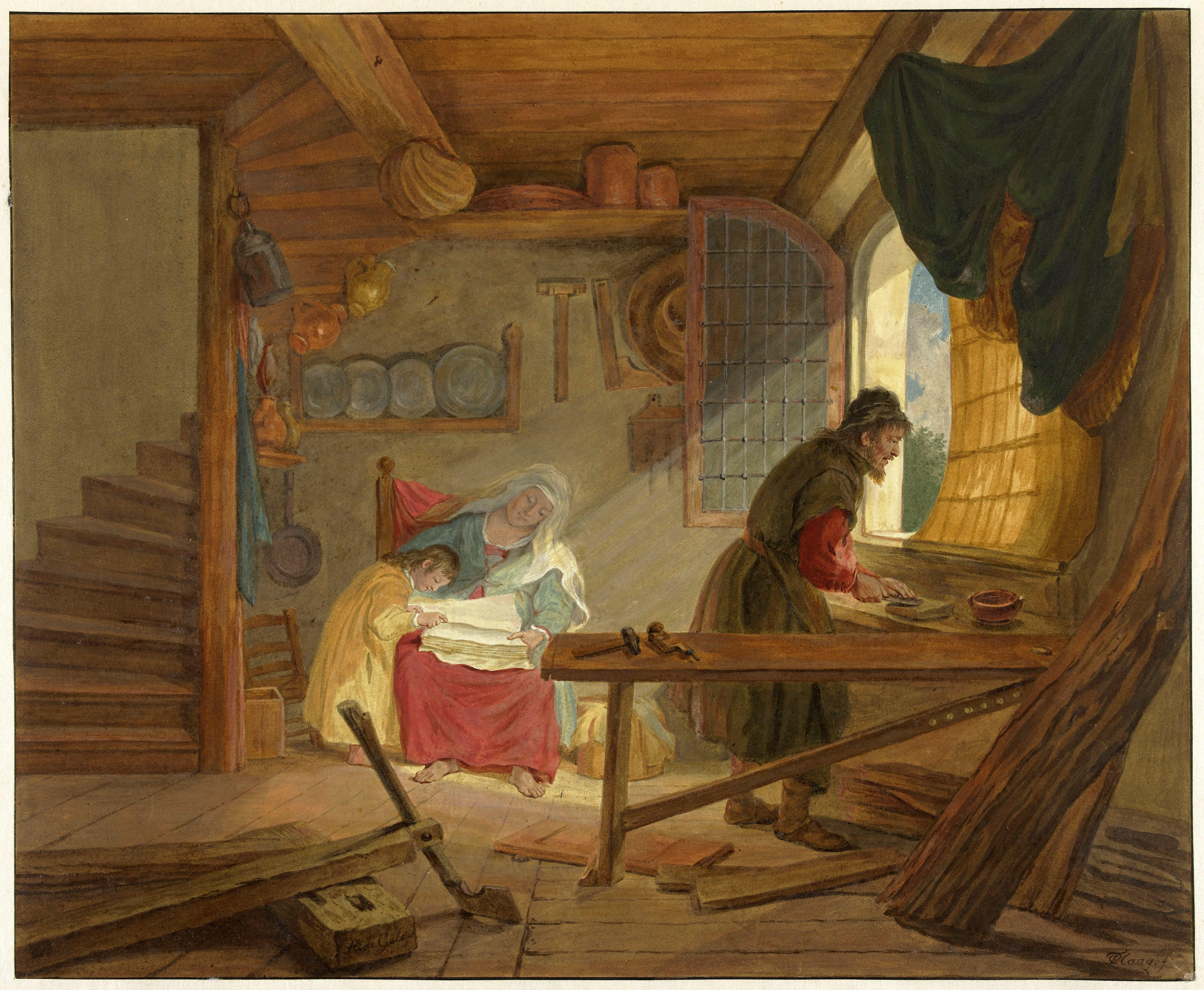
De Heilige Familie in Jozefs werkplaats, Rijksprentenkabinet, Amsterdam
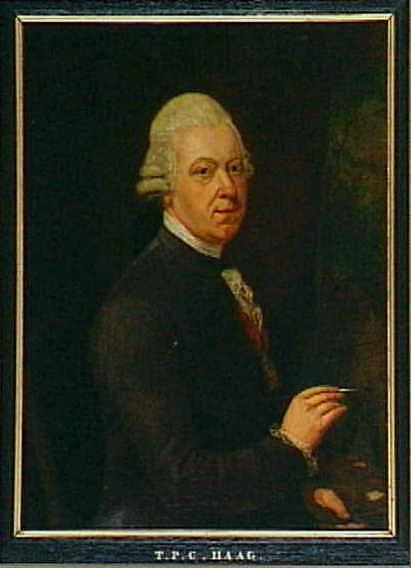
Zelfportret, 1777, Koninklijke Academie van Beeldende Kunsten, Den Haag